# André Vonarburg
André Vonarburg (Lucerna, 16 de enero de 1978) es un deportista suizo que compitió en remo.
Ganó una medalla de plata en el Campeonato Europeo de Remo de 2009, en la prueba de doble scull. Participó en cuatro Juegos Olímpicos de Verano, entre los años 2000 y 2012, ocupando el quinto lugar en Sídney 2000 (cuatro scull) y el octavo en Atenas 2004 (scull individual).

## Palmarés internacional
| Campeonato Europeo | Campeonato Europeo  | Campeonato Europeo | Campeonato Europeo |
| Año                | Lugar               | Medalla            | Prueba             |
| ------------------ | ------------------- | ------------------ | ------------------ |
| 2009               | Brest (Bielorrusia) | Medalla de plata   | Doble scull        |